# غرابی که نخواست آواز بخواند (و داستان های دیگر)

غرابی که نخواست آواز بخواند (و داستان‌های دیگر) سومین آلبوم انفرادی استیون ویلسون ، موسیقی‌دان بریتانیایی است که توسط پخش موسیقی کی اسکوپ در 25 فوریه 2013 منتشر شد. هر قطعه آلبوم بر اساس داستانی از ماوراء طبیعی است. آلن پارسونز ، که قبلاً در ساختن قسمت تاریک ماه پینک فلوید نقش داشت، مسئولیت مهندسی این آلبوم را بر عهده داشت.
نسخه لوکس و 4 دیسکی آلبوم نیز منتشر شد که شامل یک کتاب 128 صفحه ای از اشعار و داستان های ارواح با تصاویری از هاجو مولر بود. علاوه بر این، این آلبوم در نسخه‌های دو وینیل ، سی‌دی و بلوری مستقل نیز موجود است. این آلبوم عموماً مورد استقبال منتقدان قرار گرفت و بیش از 100000 نسخه فروخته است.

## فهرست آهنگ
همهٔ ترانه‌ها توسط استیون ویلسون نوشته شده‌است.
| شماره | نام                           | مدت   |
| ----- | ----------------------------- | ----- |
| ۱.    | «لومینول»                     | ۱۲:۱۰ |
| ۲.    | «تا خانه بران»                | ۷:۳۷  |
| ۳.    | «شراب خوار مقدس»              | ۱۰:۱۴ |
| ۴.    | «رها کردن پین»                | ۵:۰۳  |
| ۵.    | «ساعت ساز»                    | ۱۱:۴۲ |
| ۶.    | «غرابی که نخواست آواز بخواند» | ۷:۵۷  |